# Black (альбом Диркса Бентли)
| Оценки критиков  | Оценки критиков |
| Источник         | Оценка          |
| ---------------- | --------------- |
| AllMusic         | [ 1 ]           |
| Newsday          | B+              |
| The Plain Dealer | A               |
| Rolling Stone    | [ 4 ]           |

Black — восьмой студийный альбом американского кантри-певца Диркса Бентли, изданный 27 мая 2016 года на студии Capitol Records Nashville. Диск сразу возглавил кантри-чарт США и достиг позиции № 2 в общенациональном хит-параде Billboard 200.

## История
Бентли анонсировал выход альбома 18 января 2016 года одновременно с выходом первого сингла с него «Somewhere on a Beach», сделав это через социальные сети и интернет
Альбом получил положительные отзывы музыкальной критики и интернет-изданий, например, AllMusic, News Day, Plain Dealer, Rolling Stone.
Riser дебютировал на 2 месте в американском хит-параде Billboard 200 с тиражом 101 000 эквивалентных альбомных единиц (включая 88,000 истинных копий) в первую неделю, став 7-м диском Диркса Бентли, попавшим в лучшую десятку альбомов недели.

## Список композиций
| №                   | Название                                      | Автор(ы)                                                            | Длительность |
| ------------------- | --------------------------------------------- | ------------------------------------------------------------------- | ------------ |
| 1.                  | «Black»                                       | Dierks Bentley Ross Copperman Ashley Gorley                         | 3:30         |
| 2.                  | «Pick Up»                                     | Andrew Dorff Jaren Johnston Jimmy Robbins                           | 3:34         |
| 3.                  | «I'll Be the Moon» (featuring Maren Morris)   | Matt Dragstrem Ryan Hurd Heather Morgan                             | 3:30         |
| 4.                  | «What the Hell Did I Say»                     | Copperman Josh Kear Chris Tompkins                                  | 3:27         |
| 5.                  | «Somewhere on a Beach»                        | Michael Tyler Jaron Boyer Alexander Palmer Dave Kuncio Josh Mirenda | 3:17         |
| 6.                  | «Freedom»                                     | Bentley Copperman Gorley                                            | 3:36         |
| 7.                  | «Why Do I Feel»                               | Bentley Copperman Dan Wilson                                        | 3:59         |
| 8.                  | «Roses and a Time Machine»                    | Luke Dick Adam James                                                | 3:39         |
| 9.                  | «All the Way to Me»                           | Bentley Dick Scooter Carusoe                                        | 3:39         |
| 10.                 | «Different for Girls» (при участии Elle King) | J.T Harding Shane McAnally                                          | 3:00         |
| 11.                 | «Mardi Gras» (при участии Trombone Shorty)    | Bentley Натали Хемби Steve Moakler                                  | 3:50         |
| 12.                 | «Light It Up»                                 | Bentley Copperman Jessi Alexander                                   | 3:36         |
| 13.                 | «Can't Be Replaced»                           | Bentley Luke Laird Hillary Lindsey                                  | 5:38         |
| Общая длительность: | Общая длительность:                           | Общая длительность:                                                 | 47:15        |

## Чарты
| Чарт (2016)                              | Лучший результат |
| ---------------------------------------- | ---------------- |
| Австралия (ARIA)                         | 21               |
| Канада (Canadian Albums Chart)           | 2                |
| Великобритания (UK Country Albums Chart) | 1                |
| США (Billboard 200)                      | 2                |
| США (Billboard Top Country Albums)       | 1                |